# Cheironitis muelleri
Cheironitis muelleri är en skalbaggsart som beskrevs av Emile Janssens 1943. Cheironitis muelleri ingår i släktet Cheironitis och familjen bladhorningar. Inga underarter finns listade i Catalogue of Life.